# Donato Soltero
Donato Soltero Leal (* 1896 en Los Bueyes, Cuautla, Jalisco - † 3 de marzo de 1986 en Guadalajara, Jalisco, México) fue un comerciante y deportista mexicano que fungió como presidente del Club Deportivo Guadalajara en 1943.

## Biografía
Nació en 1896 en la población de Los Bueyes, Cuautla, Jalisco, siendo hijo de Ancelmo Soltero e Ignacia Leal y hermano de María de Jesús Soltero. El 16 de enero de 1932 contrajo matrimonio con Elena González, la ceremonia se llevó a cabo en la capilla del Perpetuo Socorro. Durante el plazo de su vida tuvo 13 hijos nacidos en Guadalajara, Jalisco
Formó parte del Club Deportivo Guadalajara desde 1929, entre los deportes que practicó dentro de la institución se encuentra el básquetbol. Si bien siguió practicando el baloncesto en torneos internos, sus funciones dentro de la institución rojiblanca se enfocaron más al sector administrativo.
Ocupó en diferentes directivas los cargos de tesorero y secretario y siendo presidente en 1943 se inscribió al equipo en la liga mayor profesional.
Actuó como representante de la Sección de Natación del Club Deportivo Guadalajara ante la FDJA (Federación Deportiva Jalisciense de Aficionados). De igual manera fue gran impulsor del fútbol amateur dentro del estado de Jalisco.
Fue vicepresidente del Guadalajara durante la presidencia de Antonio Villalvazo, y vicepresidente de la Federación Deportiva Occidental de Aficionados durante la gestión de J. Jesús Mendoza Gámez. En 1940 se incorpora al comité que promovió la participación de la Selección Jalisco en la Liga Mayor del Distrito Federal.
Al profesionalizarse el fútbol y después de la incorporación del Guadalajara a la Liga Mayor, Soltero se hizo cargo de la presidencia en la Asociación de Fútbol de Jalisco y siguió apoyando al sector amateur.
Murió el 3 de marzo de 1986 en la ciudad de Guadalajara, Jalisco, México.